# 添翼
添翼，是日本純種競賽馬匹。生涯主要活躍於一哩賽事，曾於2021年阪神牝馬錦標取得勝利。

## 出賽前
2017年2月18日出生於北海道千歲市社台牧場，成長途中因左後腳飛節脛骨骨折及右後腳飛節出現關節炎而一度停止於一口馬主俱樂部Shadai Racing Co Ltd的馬主募集，但情況好轉下恢復募集。
其後交由栗東訓練中心練馬師友道康夫訓練。

## 競賽生涯

### 3歲
2020年3月15日出戰阪神競馬場3歲未勝利戰，比賽初段維持於後方的位置逐步推進，進入直路後隨即爆發出全場最快的後600米34.4秒末腳，以1/2馬位優勢取得首勝。
5月3日出戰香豌豆錦標，本次比賽再度採用後上戰術，於初段一直於最後方位置等待時機。進入直路後，其再度於外檔位置奮力加速並展開衝刺，最終爆發末腳速度下取得勝利。
其後以優先出賽權的方式出戰優駿牝馬（美國橡樹大賽），然而於比賽途中受限於距離適性未能於直路順利加速，最終以第十一大敗。
秋季復出出戰玫瑰錦標，比賽初段處於中團左右的位置，但於比賽途中一直墮後，通過第四彎道時候經已處於第十七的位置。進入直路後，其嘗試加速衝刺，雖然跑出不俗的末腳速度，但最終仍然以第四落敗。

### 4歲
1月11日出戰三捷馬戰迎春錦標，改用先行戰術下於直路未能迫近前方的領放馬，最終以第三落敗。
其後出戰初音錦標，維持於中後方位置下在直路成功爆發出速度，最終超越對手之餘亦拉開1馬位取得勝利。
4月10日出戰阪神牝馬錦標，維持於中團靠後位置下在通過最後彎道時稍微加速上前，並維持不俗的走勢。進入直路後，其隨即隨即於外檔展開衝刺，最終跑出優秀的末腳速度下成功超越前方的魔法城堡取得首個分級賽冠軍，亦以做出1分32.0秒的破紀錄時間。
5月按照計劃出戰維多利亞一哩賽，然而於比賽途中未能在直路順利加速，最終停滯於後方位置下以第八大敗。
進入秋季後，其以中距離戰線作為目標，然而於府中牝馬錦標中以第十六大敗，出戰女皇伊利沙伯二世盃亦僅跑獲第八。

### 5歲
2022年首戰選擇為愛知盃，繼續採取較為後置的戰術下在直路開始加速，但最終仍然敗於赤百合及妙歌取得第三。
其後出戰阪神牝馬錦標並以連霸作為目標，比賽初段選擇留後並一直維持緩慢的節奏，進入直路後隨即抽出外檔訓練加速，最終敗於名將金歡及指環魔力取得第三。
5月15日出戰維多利亞一哩賽，雖然比賽初段一直維持於有利位置，但於直路突然失速沉底，最終跑獲第十五。
賽後，陣營認為其表演有異，因而安排其進行檢查，發現為左前腳出現前肌腱炎，最終考慮之下決定安排其退役。

### 詳細賽績
| 日期       | 舉辦國家 | 馬場 | 距離   | 級別 | 賽事名稱           | 負重 | 騎師     | 馬號 | 出馬 | 名次 | 時間   | 頭馬（二馬）      |
| ---------- | -------- | ---- | ------ | ---- | ------------------ | ---- | -------- | ---- | ---- | ---- | ------ | ----------------- |
| 15/3/2020  | 日本     | 阪神 | 草1800 |      | 3歲未勝利          | 54   | 武豐     | 2    | 16   | 1    | 1:48.7 | （Narita Zakura） |
| 3/5/2020   | 日本     | 東京 | 草1800 | L    | 香豌豆錦標         | 54   | 連達文   | 7    | 18   | 1    | 1:47.1 | （Smart Lien）    |
| 24/5/2020  | 日本     | 東京 | 草2400 | GI   | 優駿牝馬           | 55   | 連達文   | 1    | 18   | 11   | 2:25.1 | 謀勇兼備          |
| 20/9/2020  | 日本     | 中京 | 草2000 | GII  | 玫瑰錦標           | 54   | 武豐0    | 15   | 18   | 4    | 2:00.4 | 麗雅美            |
| 11/1/2021  | 日本     | 中山 | 草2200 |      | 迎春錦標           | 54   | 福永祐一 | 7    | 16   | 3    | 2:16.8 | 暗色幻術          |
| 14/2/2021  | 日本     | 東京 | 草1800 |      | 初音錦標           | 54   | 李慕華   | 9    | 16   | 1    | 1:45.4 | （為你獻唱）      |
| 10/4/2021  | 日本     | 阪神 | 草1600 | GI   | 阪神牝馬錦標       | 54   | 川田將雅 | 10   | 12   | 1    | 1:32.0 | （魔法城堡）      |
| 16/5/2021  | 日本     | 東京 | 草1600 | GI   | 維多利亞一哩賽     | 55   | 川田將雅 | 5    | 18   | 8    | 1:31.9 | 放聲歡呼          |
| 16/10/2021 | 日本     | 東京 | 草1800 | GII  | 府中牝馬錦標       | 55   | 川田將雅 | 17   | 18   | 16   | 1:46.9 | 影子歌姬          |
| 14/11/2021 | 日本     | 阪神 | 草2200 | GI   | 女皇伊利沙伯二世盃 | 56   | 武豐     | 12   | 17   | 8    | 2:12.7 | 紅線情牽          |
| 15/1/2022  | 日本     | 中京 | 草2000 | GIII | 愛知盃             | 55.5 | 川田將雅 | 12   | 16   | 3    | 2:01.0 | 赤百合            |
| 9/4/2022   | 日本     | 阪神 | 草1600 | GII  | 阪神牝馬錦標       | 55   | 川田將雅 | 3    | 12   | 3    | 1:33.0 | 名將金歡          |
| 15/5/2022  | 日本     | 東京 | 草1600 | GI   | 維多利亞一哩賽     | 55   | 藤岡康太 | 16   | 18   | 15   | 1:33.2 | 純淨之輝          |

## 退役後
退役後，添翼成為了繁殖雌馬，於北海道千歲市社台牧場休養，在2023年進行配種。首匹子嗣將於2024年出生，可於2026年出賽。

## 血統簡介
父系大震撼爲日本賽駒，爲日本賽馬史上第二匹無敗三冠馬，生涯出戰十四場賽事僅得兩場未能勝出，退役後配種成績亦極爲優秀。祖父週日寧靜是美國三冠賽雙冠馬，退役後在日本配種，在日本馬壇相當成功，贏得多項分級賽事，其子嗣贏得巨額獎金。
母系前途在握為法國賽駒，生涯戰績優秀，曾勝出法國一千堅尼及法國橡樹大賽。外祖父Le Havre為法國賽駒，生涯戰績優秀，曾勝出法國打吡，亦於法國二千堅尼跑獲第二。

### 血統表
| 父線：週日寧靜系（Halo系）       |                         |                 |                  |
| 種馬 大震撼 2002年（棗色）       | 週日寧靜 1986年（棕色） | Halo            | Hail to Reason   |
| 種馬 大震撼 2002年（棗色）       | 週日寧靜 1986年（棕色） | Halo            | Cosmah           |
| 種馬 大震撼 2002年（棗色）       | 週日寧靜 1986年（棕色） | Wishing Well    | Understanding    |
| 種馬 大震撼 2002年（棗色）       | 週日寧靜 1986年（棕色） | Wishing Well    | Mountain Flower  |
| 種馬 大震撼 2002年（棗色）       | 風中秀髮 1991年（棗色） | Alzao           | 利法爾           |
| 種馬 大震撼 2002年（棗色）       | 風中秀髮 1991年（棗色） | Alzao           | Lady Rebecca     |
| 種馬 大震撼 2002年（棗色）       | 風中秀髮 1991年（棗色） | Burghclere      | Busted           |
| 種馬 大震撼 2002年（棗色）       | 風中秀髮 1991年（棗色） | Burghclere      | Highclere        |
| 繁殖雌馬 前途在握 2011年（棗色） | Le Havre 2006年（棗色） | 舞劇大師        | Rahy             |
| 繁殖雌馬 前途在握 2011年（棗色） | Le Havre 2006年（棗色） | 舞劇大師        | Danseur Fabuleux |
| 繁殖雌馬 前途在握 2011年（棗色） | Le Havre 2006年（棗色） | Marie Rheinberg | Surako           |
| 繁殖雌馬 前途在握 2011年（棗色） | Le Havre 2006年（棗色） | Marie Rheinberg | Marie d'Argonne  |
| 繁殖雌馬 前途在握 2011年（棗色） | Puggy 2004年（棗色）    | 德高望重        | Darshaan         |
| 繁殖雌馬 前途在握 2011年（棗色） | Puggy 2004年（棗色）    | 德高望重        | Homage           |
| 繁殖雌馬 前途在握 2011年（棗色） | Puggy 2004年（棗色）    | Jakarta         | Machiavellian    |
| 繁殖雌馬 前途在握 2011年（棗色） | Puggy 2004年（棗色）    | Jakarta         | Lunda            |
| 雌系：號族：7-a                  |                         |                 |                  |
| 五代內近親交配：北地舞人 5×5     |                         |                 |                  |

## 命名由來
名字Des Ailes（デゼル）於法語中，意思即是翅膀，香港則翻譯為「添翼」。

## 外部連結
- 添翼 netkeiba.com （页面存档备份，存于）
- 血統表 （页面存档备份，存于）